# Belejring
En belejring er en blokade med det formål at erobre. Belejring af byer eller fort indeslutter målet og blokerer forstærkning, forsyninger eller flugt, mens forsvarsværkerne ødelægges med bombardement, underminering eller forræderi. En belejring kan ophæves pga. sult, tørst eller sygdom, som kan påvirke både angriberne og forsvarerne.

## Kendte belejringer
- Belejringen af Akko (1219)
- Belejringen af Corinth (1862)
- Belejringen af Harfleur (1415)
- Belejringen af Leningrad (1941–1944)
- Belejringen af Masada (72 f.Kr.)
- Belejringen af Przemyśl
- Belejringen af Sevastopol
- Belejringen af Troja (omtrent 1200 f.Kr.)
- Belejringen af Veracruz
- Belejringen af Vicksburg
- Belejringen af Yorktown

## Verdenshistoriens længste belejring
Kreta blev under det fjerde korstog erobret af Republikken Venedig. I 1600-tallet, da det Osmanniske Rige bredte sig omkring Middelhavet, ilandsatte tyrkerne en enorm hær på Kreta og erobrede hurtigt størstedelen af øen. Den venetianske garnison i Candia (det nuværende Heraklion) holdt imidlertid stand, selv om Candia/Heraklion var belejret af mere end 80.000 tyrkiske soldater. Belejringen varede fra 1648 til 1669, verdenshistoriens længste. Candia overgav sig først efter 21 år, da en venetiansk ingeniør forrådte byen til tyrkerne og røbede afgørende oplysninger om fæstningsværkerne. 